# المناصافور
قرية المناصافور هي إحدى القرى التابعة لمركز ديرب نجم في محافظة الشرقية في جمهورية مصر العربية. حسب إحصاءات سنة 2006، بلغ إجمالي السكان في المناصافور 13334 نسمة، منهم 6843 رجل و6491 امرأة.